# Tuttiola modesta
Tuttiola modesta är en fjärilsart som beskrevs av Schultz. 1908. Tuttiola modesta ingår i släktet Tuttiola och familjen juvelvingar. Inga underarter finns listade i Catalogue of Life.